# Low Roar
Low Roar est un projet musical formé en Islande en 2011 par Ryan Karazija.

## Histoire
Low Roar a été créé par l'auteur-compositeur américain Ryan Karazija (19 mars 1982 - 27 octobre 2022) qui s'est installé à Reykjavík en Islande en 2010. Le premier album éponyme du groupe est sorti en novembre 2011 avec l'aide d'Andrew Scheps, ingénieur son et producteur,. "0" sortira en 2014, Mike Lindsay et Andrew Scheps produiront cet album ainsi que les suivants et seront considérés comme membres du groupe. Le groupe islandais Amiina enregistrera les parties cordes de cet album.
Lors d'un voyage en Islande à l'été 2014, le concepteur de jeux vidéo Hideo Kojima entendra l'album "0" chez un disquaire de Reykjavik. Sony contactera par la suite le groupe afin d'obtenir le droit d'utiliser le morceau "I'll Keep Coming" pour la promotion du nouveau projet d'Hideo Kojima, Death Stranding. Le trailer du jeu sortira en 2016 et permettra à Low Roar d'être écouté dans le monde entier.
En 2016, Ryan Karazija déménagera à Varsovie, en Pologne. L'album "Once in a Long, Long While..." sortira en 2017. "ross." sortira le 08 novembre 2019, le même jour que la sortie de Death Stranding. De nombreuses chansons du groupe apparaitront dans le jeu vidéo, signant sa principale identité musicale.
Le cinquième album du groupe "Maybe Tomorrow" sortira en 2021.
Le 29 octobre 2022, il est annoncé par un message de la famille que Ryan Karazija est mort à l'âge de 40 ans, dû à la complication d'une pneumonie. Avant sa disparition le chanteur ainsi que Mike Lindsay avaient fini d'enregistrer toutes leurs parties pour un nouvel album à paraître. 
Après plus de deux ans de travail pour l'ingénieur du son Andrew Scheps, le sixième et dernier album nommé House In The Woods est sorti le 7 février 2025.

## Discographie

### Albums
- Low Roar (2011)
- 0 (2014)
- Once in a Long, Long While... (2017)
- ross. (2019)
- maybe tomorrow... (2021)
- House In The Woods (2025)

### EPs
- Hávallagata 30 EP (2014)
- Remix EP (2015)
- Inure (2020)